# Rifargia versuta
Rifargia versuta är en fjärilsart som beskrevs av Paul Dognin 1924. Rifargia versuta ingår i släktet Rifargia och familjen tandspinnare. Inga underarter finns listade.